# تعليم (شركة)
تعليم هي واحدة من أكبر مقدمي الخدمات التعليمية في الشرق الأوسط. ومن الأنشطة الرئيسية لها هي تطوير وإدارة مدارس الطفولة المبكرة والمدارس الابتدائية والثانوية. يقدم كل مشروع تعليمي مناهج دولية تشمل البكالوريا البريطانية والأمريكية والبكالوريا الدولية والمنهج الابتدائي الدولي وبرنامج الطفولة المبكرة متعدد اللغات والمنهج الدولي للغات والفنون الإبداعية.

## تاريخ الشركة
تأسست شركة تعليم، المعروفة سابقًا باسم بيكون إديوكيشن، في دبي، الإمارات العربية المتحدة في عام 2004. وافتتحت أول ثلاث مدارس لها في عام 2005، وتقدم المنهجين الأمريكي والبريطاني، وبرنامج البكالوريا الدولية والمناهج الدولية للغات والفنون الإبداعية.
في عام 2007، قامت شركة الصكوك الوطنية، المملوكة لمؤسسة دبي للاستثمارات الحكومية، الذراع الاستثماري لحكومة دبي، بتأسيس "مؤسسة مدارس" لفتح وتشغيل مدارس عالية الجودة في المنطقة. وفي عام 2008، أطلقت الصكوك الوطنية ومدارس برنامج "تعليم". وفي عام 2019، عينت شركة تعليم آلان ويليامسون رئيسًا تنفيذيًا جديدًا خلفًا لروزاموند مارشال.

## مدارس تعليم
تعليم تمتلك تسع مدارس خاصة ومدارس رياض الأطفال في دبي، ومدرسة خاصة واحدة في عاصمة الإمارات العربية المتحدة أبو ظبي.
1. مدرسة جرينفيلد الدولية[9]
2. مدرسة جميرا للبكالوريا.[10]
3. مدرسة أبتاون.[11]
4. مدرسة الراحة الدولية.[12]
5. الأكاديمية الأمريكية للبنات (أكاديمية المزهر الأمريكية سابقاً)
6. مدرسة دبي البريطانية.[13]
7. مؤسسة دبي البريطانية.[14]
8. مدرسة دبي البريطانية، جميرا بارك.[15]
9. حديقة الأطفال، غرين كوميونيتي.[16]
10. حديقة الأطفال البرشاء 2.[17]